# 色内仮乗降場
色内仮乗降場（いろないかりじょうこうじょう）は、かつて北海道小樽市色内町にあった日本国有鉄道（国鉄）手宮線の仮乗降場（廃駅）である。

## 歴史
- 1912年（大正元年）8月6日：国有鉄道手宮線の色内仮停車場（いろないかりていしゃじょう）として開設。旅客のみ取扱い。必要な時に限り営業する後にいう臨時駅であった[1]。
- 1914年（大正3年）12月1日：色内仮停車場閉鎖（休止）[2]。
- 1920年（大正9年）6月1日：色内仮停車場再開。旅客のみ取扱い[2]。
- 1943年（昭和18年）
  - 5月1日：色内駅（いろないえき）となる[2][3]。
  - 10月1日：色内駅休止[2]。
- 1948年（昭和23年）11月10日：色内駅廃止。
- 1949年（昭和24年）
  - 6月1日：日本国有鉄道法施行に伴い、手宮線が日本国有鉄道（国鉄）に継承。
  - 9月1日：色内仮乗降場（局設定）として開設。旅客のみ取扱い[2]。
- 1962年（昭和37年）5月15日：手宮線の旅客営業廃止に伴い、色内仮乗降場廃止[2]。

### 駅名の由来
当地域の地区名から。「色内」はアイヌ語のイルエ=ナイ（澄んでいない川）の音に漢字を当てたもの。イルウエ=ナイ（熊道の沢）の説もある。

## 利用状況
1958年（昭和33年）度　乗客 79,179、　降客 102,948 

## 現状
小樽市は2001（平成13）年度に手宮線の敷地の一部をJR北海道から購入し、オープンスペースとして暫定的に整備しており、当駅の跡地には、隣接する市立小樽文学館・小樽美術館の再整備事業の一環として、2011年（平成23年）に当時の駅舎を模した休憩所がつくられている。

## 隣の駅
日本国有鉄道
手宮線
南小樽駅 - 色内仮乗降場 - 手宮駅

## 備考
- 当駅は太平洋戦争後に仮乗降場であったと記録されている。国鉄の規則上、仮乗降場や臨時駅には入場券は存在しないが、昭和30年代の同駅には入場券が存在し、券面に臨時駅を示す（臨）の文字が印刷されている。なぜ規則にない入場券が発売されていたのか、なぜ（臨）の文字が印刷されていたのかは定かではない。
- 1910年（明治43年）頃から1943年（昭和18年）までの間、手宮線は複線であった。1928年（昭和3年）の札幌鉄道局発行の線路一覧略図には、高商通り（現・日銀通り）の踏切を間に挟んで互いが進行方向に渡った位置に千鳥状にずれた相対するホーム2面が描かれている。駅舎は設置されていない。1932年（昭和7年）の線路一覧略図になると、手宮方のホームは消えて南小樽方のホームだけとなり、駅舎も設けられている。なお、1925年（大正14年）や1937年（昭和12年）等の小樽市内地図（いずれも国立国会図書館近代デジタルライブラリー）によれば、駅の位置は日本銀行小樽支店（現・金融資料館）の横（小樽美術館からは日銀通りを挟んだ斜向かい）。
- 1943年（昭和18年）以降手宮線は単線となる。国土地理院 地図・空中写真閲覧サービスの1948年（昭和23年）4月、廃駅となる半年前の航空写真[8]では、日銀通りの踏切手宮側（小樽美術館裏側）すぐ横の山手側に約65 - 70 mのホームと、その手宮側、市街区画の長手方向中央位置に道路に正対して（線路やホームに対して斜めに）駅舎が設けられているのが確認できる。一方、同サービスの1961年（昭和36年）5月、仮乗降場廃止の1年前の航空写真[9]では、駅舎の長さが短縮されて位置も日銀通り踏切側に移動し、線路に正対して（道路に対して斜めに）設置されている。ホームは市街区画長手方向全体の約130 mに拡張され、駅舎を挟んでホーム上に長い上屋の待合所が2つあり、駅時代より仮乗降場時代のほうが整備されている様に見える。なお、2011年（平成23年）に休憩施設として設置された駅舎の位置はこの仮乗降場時代の位置とほぼ同じだが、ホームに対して正対していない点が異なる。